# Přesličník
Přesličník (Casuarina) je rod stálezelených subtropických a tropických stromů s nitkovitými větvičkami, pro které jsou typické značně redukované listy. Rod je zařazen do čeledi přesličníkovitých a rozčleněn na 14 až 17 druhů.
Původně to byl široký rod, jediný v čeledi. Po podrobnějším studiu morfologie a počtu chromozomů z něj byla většina druhů vydělena do dalších tří rodů Allocasuarina, Ceuthostoma a Gymnostoma. Klasifikace jednotlivých druhů je obtížná, protože dochází k vysokému stupni hybridizace.

## Výskyt
Rod pochází z tropických a subtropických oblastí jižní Asie, severní Austrálie a ostrovů v Tichomoří. Přesličníky byly lidmi rozšířeny do Afriky i Ameriky, a protože se za příhodných podmínek snadno rozšiřují, jsou místy považovány za invazní rostliny. Jsou uzpůsobeny k růstu v chudých půdách, na kořenech mají hlízkové bakterie se symbiotickými bakteriemi, které umožňují rostlinám využívat vzdušný dusík. Pokud jsou ponechány k samovolnému rozmnožování, vytvoří obvykle čisté porosty bez příměsi jiné vegetace. Nesnášejí zastínění, nejsou napadány škodícím hmyzem.

## Popis
Tyto neopadavé stromy, nebo ojediněle i keře, jsou převážně dvoudomé a jen zřídka jednodomé. Mají dlouhé, převislé, článkovité, tenké větvičky, které nesou zakrnělé listy velké jen několik milimetrů. Listy jsou trojúhelníkovité, šupinovité a vyrůstají v přeslenech na kolénkách větviček. Samčí květy s jedním nebo dvěma drobnými kališními lístky mají jednu tyčinku s velkým, podélně pukajícím prašníkem a bývají sestaveny do jehněd nebo klasů. Samičí květy jsou bez květního obalu, mají drobný dvoudílný semeník se dvěma vajíčky (jedno později zaniká) a krátkou čnělku. Opylovány jsou větrem.
Plodenství jsou dřevnaté šištice obsahující dvounažky s blanitými křidélky. Přesličníky se poměrně dobře rozmnožují semeny z dvounažek, která po vysetí do kypré a vlhké půdy v průběhu dvou až tří týdnů vyklíčí. Při běžných podmínkách vyrostou za rok asi 1,5 m, při optimálních až 2 m. Prvá semena se objevují průměrně ve věku pěti let. Přesličník má vydatný vláknitý kořenový systém, který může pronikat velmi hluboko do půdy.

## Použití
Vysazují se v tropech a subtropech celého světa, kde se využívají ke zpevňování chudých písčitých půd nebo bývají součásti větrolamů. Pěstují se i pro kvalitní tvrdé dřevo, které se používá na nábytek, parkety, železniční pražce nebo jako palivo, vyrábí se z něho i dřevěné uhlí. Někdy rostou jako okrasné rostliny ve větších parcích, kde se i tvarují.